# Zeelandia

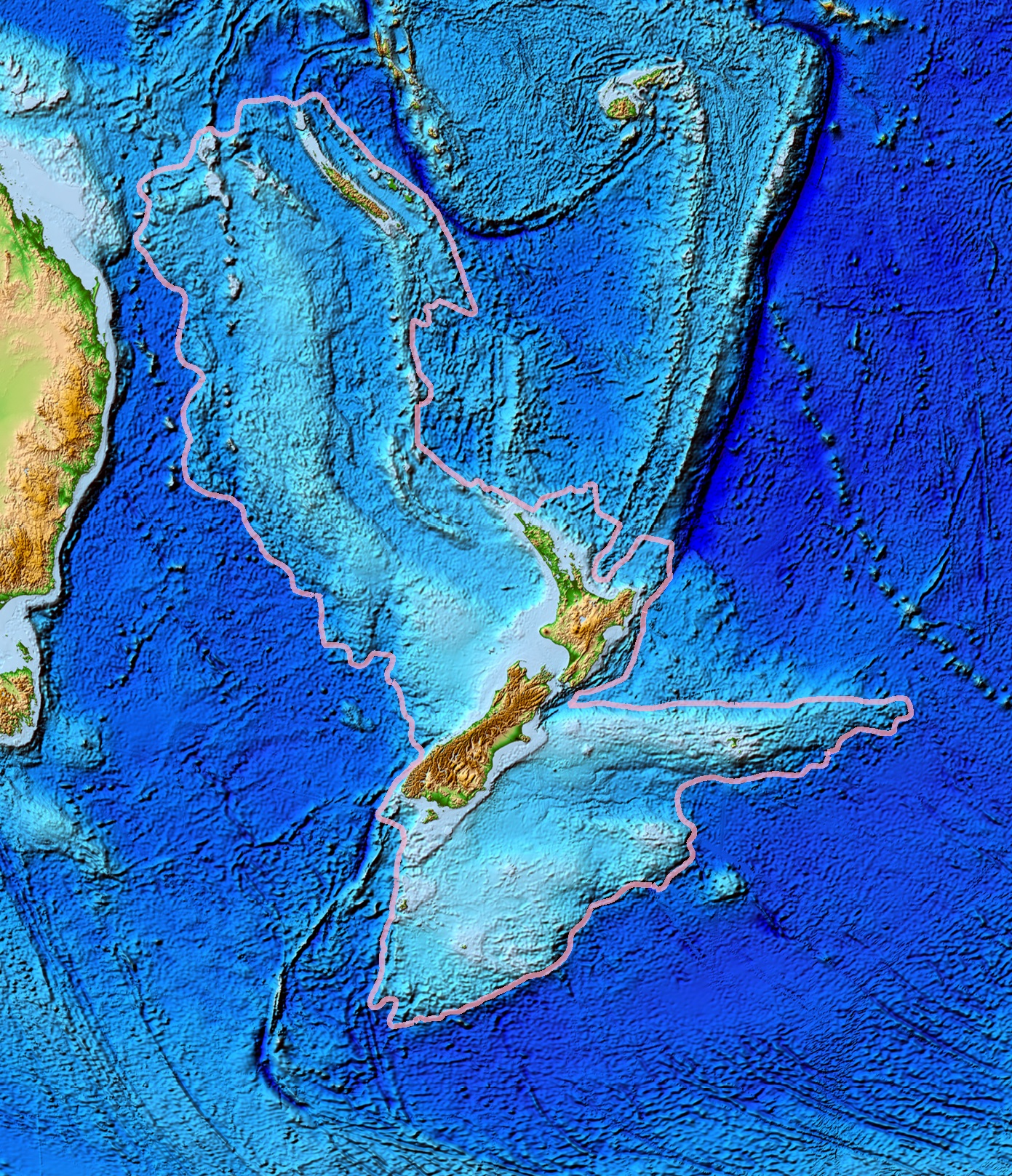
Zeelandias topografi

Zeelandia, även Tasmantis eller Nyzeeländska kontinenten, är en kontinent på jorden. Den bröt sig loss från Australien för cirka 60–85 miljoner år sedan, efter att ha separerats från Antarktis för mellan 85 och 130 miljoner år sedan.
Större delen av Zeelandia (93 procent) ligger numera under vattenytan. Den antas ha varit helt vattentäckt för cirka 23 miljoner år sedan. Nya Zeeland och Nya Kaledonien är de enda större delar av Zeelandia som idag återstår ovan havets nivå.
Zeelandia är en av de kontinentteorier som etablerats under 2000-talet. Andra liknande teorier kretsar kring Kerguelenplatån, Mauritia, Seychellerna och Fiji. Sådana små kontinenter eller kontinentrester kallas ibland mikrokontinenter.